# O Barco de Valdeorras (Gerichtsbezirk)
Der Gerichtsbezirk O Barco de Valdeorras ist einer der 9 Gerichtsbezirke in der Provinz Ourense.
Der Bezirk umfasst 7 Gemeinden auf einer Fläche von 854,05 km² mit dem Hauptquartier in O Barco de Valdeorras.

## Gemeinden
| Gemeinde                             | Einwohner (2024) | Fläche km² | Dichte Einw./km² | Cod INE | Postleitzahl |
| ------------------------------------ | ---------------- | ---------- | ---------------- | ------- | ------------ |
| O Barco de Valdeorras                | 13.300           | 85,69      | 155              | 32009   | 32300        |
| Carballeda de Valdeorras             | 1.341            | 222,69     | 6                | 32017   | 32330        |
| Petín                                | 861              | 30,48      | 28               | 32060   | 32356        |
| A Rúa                                | 4.223            | 35,91      | 118              | 32072   | 32350        |
| Rubiá                                | 1.390            | 100,53     | 14               | 32073   | 32310        |
| A Veiga                              | 887              | 290,49     | 3                | 32083   | 32360        |
| Vilamartín de Valdeorras             | 1.822            | 88,26      | 21               | 32088   | 32340        |
| Gerichtsbezirk O Barco de Valdeorras | 23.824           | 854,05     | 28               | –       | –            |